# Massacro di Monaco di Baviera
Il massacro di Monaco di Baviera fu un evento terroristico avvenuto durante le Olimpiadi estive del 1972, a Monaco di Baviera (Germania Ovest). Un commando dell'organizzazione terroristica palestinese Settembre Nero irruppe negli alloggi destinati agli atleti israeliani del villaggio olimpico, uccidendo subito due atleti che avevano tentato di opporre resistenza e prendendo in ostaggio altri nove membri della squadra olimpica di Israele. Un successivo tentativo di liberazione da parte della polizia tedesca portò alla morte di tutti gli atleti sequestrati, di cinque fedayyin e di un poliziotto tedesco.

## La preparazione del piano
Il 15 luglio 1972, due alti esponenti di Al-Fatah (Muhammad Dawud Awda, conosciuto come Abu Dawud, e Salah Khalaf, conosciuto come Abu Iyad) si incontrarono al tavolo di un bar di piazza della Rotonda a Roma con Saud Abdualhamed, un dirigente dell'organizzazione conosciuta come "Settembre Nero". I tre discussero dell'azione portata a termine dalla stessa organizzazione l'8 maggio 1972: il dirottamento di un aereo appartenente alla compagnia aerea belga Sabena in volo da Vienna a Tel Aviv (volo 571), conclusosi con l'uccisione o la cattura dei dirottatori e la liberazione di tutti gli ostaggi. Il morale era alquanto basso e per dare nuovo slancio alla causa palestinese ci sarebbe stato bisogno di un'azione clamorosa coronata da successo. Alcuni documenti pubblicati dal giornale tedesco Spiegel hanno rivelato che l'attacco era stato aiutato da gruppi di stampo neonazista tedeschi.
Il pretesto per un'azione terroristica spettacolare fu fornito dalla lettura della notizia, riportata da un giornale arabo, secondo cui il Comitato Olimpico Internazionale non aveva nemmeno degnato di risposta la richiesta avanzata dalla Federazione Giovanile della Palestina di poter partecipare con una propria delegazione ai giochi olimpici estivi di Monaco (la delegazione fu riconosciuta solo nel 1993). Il commento di Abu Mohammed fu: "Se non ci permettono di partecipare ai Giochi olimpici, perché non proviamo a prendervi parte a modo nostro?" L'idea divenne subito un'operazione a cui fu dato il nome di "Biraam" e "Ikrit", due villaggi palestinesi i cui cittadini furono cacciati dagli israeliani nel 1948.

## Membri del commando
Salah Mesbah Khalaf, conosciuto anche come "Abu Iyad" si occupò, secondo investigazioni dei servizi segreti israeliani e statunitensi, di reclutare gli uomini che avrebbero dovuto compiere l'operazione. I membri del commando erano:
1. Luttif Afif, capo del gruppo e negoziatore. Conosciuto col soprannome di "Issa" e reso famoso dalle immagini in TV che lo ritraevano col volto ricoperto di lucido per scarpe, occhiali da sole e un vistoso cappellino bianco. Nato a Nazareth da madre ebrea e da padre palestinese di religione cristiana. Laureato a Berlino, aveva lavorato come ingegnere alla costruzione del villaggio olimpico di Monaco.
2. Yusuf Nazzal, conosciuto come "Tony", identificabile nelle foto e nelle riprese per il suo cappello da cowboy. Aveva lavorato come cuoco al villaggio durante la costruzione del medesimo.
3. Afif Ahmad Hamid, conosciuto come "Paolo".
4. Khalid Jawad, conosciuto come "Salah" e appena diciottenne. Sarà conosciuto in tutto il mondo per i video che lo riprendono, con indosso un maglione giallo e un passamontagna (da cui il soprannome "lo spettro dagli occhi tagliati"), affacciato al balcone dell'appartamento degli ostaggi.
5. Ahmad Shiq Taha, conosciuto come "Abu Halla".
6. Mohammed Safadi, conosciuto come "Badran".
7. Adnan al-Gashei, conosciuto come "Denawi".
8. Jamal al-Gashei, cugino di Denawi, conosciuto come "Samir".

A parte Issa e Tony, gli altri membri del commando furono reclutati per lo più nel campo profughi di Shatila e inviati in Libia per un periodo di addestramento basato per lo più sul combattimento corpo a corpo e nel superamento di ostacoli. Nessuno di loro era al corrente della missione che avrebbero portato a termine. Le uniche informazioni di cui disponevano erano relative al compimento di una missione non specificata all'estero. Arrivarono in Germania poco dopo l'apertura delle Olimpiadi utilizzando passaporti falsi e viaggiando a coppie. Non è chiaro in quale albergo abbiano alloggiato, ma è praticamente accertato che avessero assistito ad alcune gare, che si fossero radunati tutti insieme solo la sera stessa dell'azione e che solo in quell'occasione avessero appreso i dettagli dell'operazione.
Non è stato mai chiarito il ruolo di Yasser Arafat in questa vicenda. Abu Dawud sostiene che Arafat fosse stato informato del piano e che, benché egli non avesse preso parte alla pianificazione, abbia dato il suo assenso.
Lo stesso Abu Dawud menziona il ruolo di Mahmūd Abbās che si preoccupò di reperire i fondi per l'operazione, nonostante non fosse al corrente dello scopo cui sarebbero serviti.

## Attuazione
Il 17 luglio, Abu Dawud si recò a Monaco per effettuare una prima ricognizione del villaggio olimpico che ancora doveva essere terminato. Il 7 agosto tornò sul luogo, accompagnato da Tony. In quell'occasione fu deciso che l'ingresso del commando di terroristi sarebbe avvenuto scavalcando la recinzione. I guerriglieri sarebbero saliti l'uno sulle spalle dell'altro e all'osservazione di Tony sul fatto che l'ultimo uomo non avrebbe potuto scavalcare, Abu Dawud rispose che avrebbe provveduto lui stesso a spingerlo dentro.

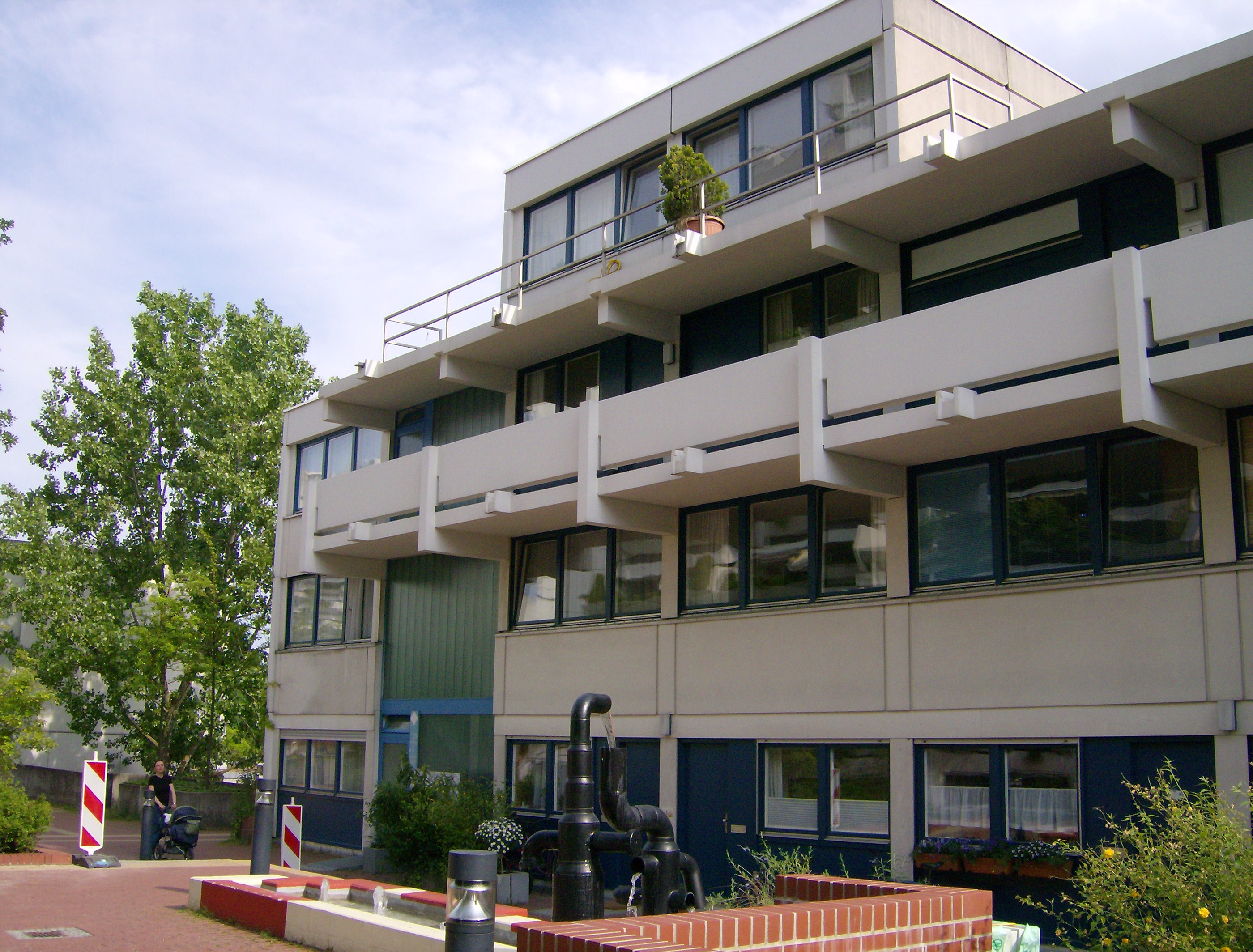
La palazzina dove vennero presi in ostaggio gli atleti israeliani è rimasta quasi invariata dal 1972 a oggi

Il 24 agosto, due giorni prima dell'apertura dei Giochi, Abu Iyad arrivò a Francoforte con un volo proveniente da Algeri via Parigi, accompagnato da un uomo e da una donna. Il loro bagaglio era costituito da cinque valigie Samsonite identiche. Abu Dawud osservò dal vetro divisorio i doganieri tedeschi che aprivano una delle valigie. All'apparenza conteneva biancheria intima femminile e l'espressione di disappunto della donna probabilmente inibì gli ufficiali tedeschi che, a questo punto, lasciarono transitare il gruppo. Il gruppo arrivò in un albergo di Francoforte utilizzando due taxi e lì riunirono il contenuto delle cinque valigie (sei fucili d'assalto Kalašnikov, due pistole mitragliatrici e vari caricatori) in due borse che furono trasportate in treno a Monaco da Abu Dawud e poste al sicuro in due armadietti della stazione ferroviaria. Nei giorni seguenti, Abu Dawud ricevette altri due fucili mitragliatori Kalashnikov e alcune bombe a mano e si preoccupò di spostare continuamente le borse da un armadietto all'altro. Inoltre, visitò nuovamente il villaggio olimpico accompagnato da una donna siriana cognata di un docente di Monaco.
All'interno, subito dietro i cancelli di entrata, notarono la delegazione di atleti del Brasile e rivolgendosi al guardiano disse: "La mia amica è brasiliana e ha riconosciuto un suo compagno di scuola tra quegli atleti. Non è che potremmo entrare solo per 10 minuti?" Abu Dawud era convinto che il suo aspetto fisico lo avrebbe fatto tranquillamente passare per sudamericano e che sarebbe stato improbabile che i guardiani conoscessero il portoghese. Il guardiano li fece entrare e Abu Dawud ne approfittò per visitare la zona dove erano alloggiati gli atleti sudanesi e sauditi. Dato che le strutture erano uniformi, riuscì ad avere un'idea della planimetria del villaggio. Il giorno dopo, Abu Dawud tornò al villaggio accompagnato da Issa e Tony, i tre finsero ancora di essere tifosi brasiliani. Dopo pochi minuti, i tre arrivarono alla palazzina destinata agli alloggi della delegazione israeliana, al numero 31 di Connollystrasse. Abu Dawud ricorda di aver visto una giovane donna abbronzata uscire dalla porta d'ingresso. Si trattava di una hostess che seguiva la delegazione israeliana. I tre dissero di essere tifosi brasiliani che avrebbero voluto visitare Israele e la hostess li fece entrare nell'appartamento posto al piano terra. Il commando ne approfittò per memorizzare ogni dettaglio: dalla posizione dei telefoni e delle televisioni, alla visuale offerta dalle finestre, alla dimensione delle stanze. All'uscita la hostess regalò ai membri del commando alcune bandierine israeliane. Fu deciso che l'azione sarebbe partita dall'appartamento situato al piano terra, dal momento che da quella posizione si potevano controllare le vie di fuga e che gli ostaggi, una volta catturati, sarebbero stati raggruppati in quel luogo.
La sera del 4 settembre, in una stanza dell'hotel Eden Wolff, situato nei pressi della stazione di Monaco, Abu Dawud riempì otto borse sportive, decorate con i cerchi olimpici, di armi, bombe a mano, caricatori, calze di nylon utili per mascherare i volti, pezzi di corda per legare gli ostaggi e compresse di Preludin (un'amfetamina utilizzata per evitare colpi di sonno, conosciuta anche come Fenmetrazina). Alla vista dei Kalashnikov, Issa e Tony li presero in mano a uno a uno baciandoli e dicendo: "Oh, amore mio!" (Yā habībī). Alle 21:00, i membri del commando e Abu Dawud si incontrarono presso un ristorante della stazione ferroviaria per ricevere gli ordini finali: nessuno doveva entrare nella palazzina, con l'eccezione di un ufficiale superiore di Polizia che avrebbe potuto sincerarsi delle condizioni degli ostaggi. Secondo Abu Dawud, l'operazione richiedeva attenzione e moderazione. Gli israeliani dovevano rimanere vivi per essere utilizzati per lo scambio di prigionieri e le armi avrebbero dovuto essere utilizzate solo per difesa. Le bombe a mano sarebbero servite per far pressione sulle autorità tedesche e come arma da utilizzare in casi estremi. Alle parole di Abu Dawud, Issa aggiunse: "Da questo momento in poi, consideratevi morti. Come se foste stati uccisi in combattimento per la causa palestinese". A ciascuno fu consegnato un maglione, una tuta sportiva col nome di una Nazione araba e una borsa. Abu Dawud ritirò tutti i passaporti e poco dopo le 3:30 si recarono al villaggio utilizzando alcuni taxi.

## La sicurezza del villaggio olimpico
I Giochi olimpici di Monaco erano stati organizzati con la convinzione che essi dovessero ridare lustro all'immagine della Germania del dopoguerra. In un'atmosfera rilassata e gioiosa, fu deciso di mantenere la sicurezza a livelli molto bassi per non ingenerare ricordi legati alla Germania hitleriana. La sorveglianza del villaggio era affidata a volontari chiamati Olys nelle loro divise bianche e blu, equipaggiati solo con una radio ricetrasmittente e addestrati solo a intervenire in caso di risse, ubriachezza o poco più.
Per coloro che avessero voluto vedere le gare senza pagare il biglietto di ingresso, sarebbe stato possibile salire sulle colline ricavate dalle macerie dei bombardamenti alleati e osservare a distanza. Gli Olys erano anche stati addestrati a chiudere un occhio sullo scavalcamento delle recinzioni del villaggio, effettuato dagli atleti che trovavano faticoso passare dal check point o che tiravano tardi la notte. Nulla, in pratica, avrebbe dovuto turbare l'atmosfera informale e gioiosa delle Olimpiadi di Monaco.

## L'irruzione nel villaggio
Quella stessa sera, una buona parte della delegazione israeliana si era recata in città per assistere alla commedia musicale Il violinista sul tetto di Joseph Stein con il famoso attore Shmuel Rodensky come protagonista. Alcune foto ritraggono gli atleti sorridenti dietro le quinte con gli attori durante l'intervallo. Verso le 4 del mattino, il commando di terroristi si avvicinò alla recinzione del villaggio olimpico. In quel momento spuntò dalla strada un gruppo di atleti (per lungo tempo indicati nei resoconti come di nazionalità statunitense, salvo poi essere identificati diversi anni dopo come canadesi) che avevano trascorso la notte nei locali di Monaco. Credendo di trovarsi di fronte ad altri atleti, essi aiutarono i terroristi a scavalcare la recinzione con le borse contenenti le armi. All'interno delle palazzine che ospitavano la delegazione di Israele erano alloggiati, tra gli altri:
- David Berger, 28 anni, pesista, nato negli Stati Uniti d'America e recentemente emigrato in Israele.
- Ze'ev Friedman, 28 anni, pesista, nato in Polonia e sopravvissuto alle persecuzioni razziali naziste.
- Yossef Gutfreund, 40 anni, arbitro di lotta greco-romana, padre di due figlie.
- Eliezer Halfin, 24 anni, lottatore, nato in Unione Sovietica, cittadino israeliano da pochi mesi.
- Yossef Romano, 31 anni, pesista, nato in Libia, padre di tre figli e veterano della guerra dei sei giorni.
- Amitzur Shapira, 40 anni, allenatore di atletica leggera, nato in Israele, padre di quattro figli.
- Kehat Shorr, 53 anni, allenatore di tiro a segno, nato in Romania, aveva perso la moglie e una figlia durante la Shoah.
- Mark Slavin, 18 anni, lottatore, nato in Unione Sovietica ed emigrato in Israele nel maggio 1972.
- André Spitzer, 27 anni, allenatore di scherma, nato in Romania e padre di una bimba di pochi mesi.
- Yakov Springer, 51 anni, giudice di sollevamento pesi, nato in Polonia e unico sopravvissuto del suo nucleo familiare all'Olocausto.
- Moshe Weinberg, 33 anni, allenatore di lotta greco-romana, nato in Israele.

A tutt'oggi, non è ancora chiaro se i terroristi disponessero di grimaldelli per aprire le porte o di doppioni di chiavi. È stata avanzata l'ipotesi che le chiavi siano state fornite dalla Germania Est o da delegazioni delle Nazioni arabe, ma nessuna prova conclusiva si è mai avuta al riguardo. Alle 4:30 del 5 settembre 1972, il commando tentò di aprire la porta dell'appartamento situato al piano terra. Yossef Gutfreund venne svegliato dal rumore e non appena vide spuntare le canne dei fucili dalla porta appena aperta, vi si gettò a peso morto urlando: "Al riparo, ragazzi!".
Con i suoi 132 chili di peso, Gutfreund riuscì a far guadagnare secondi preziosi, permettendo al suo compagno di stanza, l'allenatore di sollevamento pesi Tuvia Sokolovski di sfondare una finestra e di fuggire attraversando il giardino posto sul retro dell'edificio. I terroristi, facendo leva con le canne dei fucili, riuscirono a entrare e a gettare Gutfreund a terra. Velocemente, il gruppo entrò in una stanza e prese prigionieri Amitzur Shapira e Kehat Shorr. In un'altra stanza adiacente, Moshe Weinberg afferrò un coltello da frutta posto sul comodino e si avventò su Issa, che entrava in quel momento e che schivò il colpo. Un altro membro del commando terrorista, vedendo la scena, aprì il fuoco e ferì Weinberg con un colpo, trapassandogli la guancia da parte a parte. Il commando si mosse velocemente e in un'altra ala dello stesso appartamento catturò Yakov Springer e André Spitzer. A questo punto, il gruppo si divise: due fedayyin rimasero a guardia dei prigionieri, mentre Tony e altri cinque terroristi si recarono nell'appartamento adiacente assieme a Weinberg (che tamponava la ferita con un fazzoletto) attraversando un breve tratto di Connollystrasse.
I terroristi superarono la palazzina che ospitava gli atleti che gareggiavano nelle discipline di scherma e atletica leggera. È probabile che Weinberg li abbia guidati alla palazzina che alloggiava i pesisti e i lottatori con l'intento di tentare una sortita facendo affidamento sulla stazza fisica degli atleti in questione. Gli occupanti dell'appartamento erano stati svegliati dal colpo esploso ed erano accorsi a vedere cosa stesse succedendo. In questo modo, il commando riuscì a prendere prigionieri David Berger, Yossef Romano, Mark Slavin, Ze'ev Friedman, Eliezer Halfin e Gad Tsobari. Mentre questo gruppo veniva spostato per raggiungere gli altri prigionieri, David Berger si rivolse ai suoi colleghi in ebraico dicendo: "Non abbiamo nulla da perdere, cerchiamo di sopraffarli". Uno dei terroristi che comprendeva l'ebraico spianò il proprio fucile contro gli ostaggi per prevenire reazioni. Gad Tsobari decise di rischiare il tutto per tutto e imboccò la porta che comunicava col garage sotterraneo fuggendo a zig zag e riparandosi dietro i piloni di sostegno. Un membro del commando sparò diversi colpi in direzione di Tsobari, mancandolo di poco. Nella confusione di questo momento, Weinberg, benché ferito, con un pugno atterrò Badran, facendogli saltare diversi denti e fratturandogli la mascella. Afferrò il suo fucile, ma nella colluttazione che seguì, fu raggiunto da un colpo di arma da fuoco in pieno petto e fu ucciso. Tsobari riuscì comunque a fuggire.
Il commando si riunì nuovamente e sembra che a questo punto Yossef Romano (che camminava con l'ausilio di stampelle, essendosi infortunato a un legamento del ginocchio durante la sua gara) abbia provato a togliere di mano un fucile a un terrorista. Forse fu ucciso all'istante da una raffica di mitra, anche se rimane il sospetto (non confermato) che sia stato solo ferito e poi successivamente torturato a morte, addirittura evirato. Il giorno seguente, Romano sarebbe dovuto tornare in Israele per sottoporsi a un esame e a un'operazione al ginocchio. Il suo corpo fu posto di fronte agli ostaggi israeliani legati, come monito a non tentare sortite.

## L'allarme
Gad Tsobari riuscì a raggiungere una troupe televisiva statunitense della ABC e dal momento che non parlava bene l'inglese, provò a farsi capire. I membri della troupe vedendolo trafelato, vestito solo con un paio di pantaloni e con un accento strano, scoppiarono a ridere, pensando si trattasse di uno scherzo. Alle ore 4:47 una donna delle pulizie, che si stava recando al lavoro, telefonò all'Ufficio Olimpico per la Sicurezza dicendo di aver udito colpi di arma da fuoco. Un Oly fu inviato sul posto e vedendo un terrorista incappucciato e armato di Kalashnikov chiese cosa stesse succedendo. Il terrorista non rispose, ma il corpo di Moshe Weinberg fu gettato in strada come segno inequivocabile delle intenzioni dei terroristi.
Alle 5:08 due fogli di carta furono gettati dal balcone del primo piano e raccolti da un poliziotto tedesco: si richiedeva la liberazione di 234 detenuti nelle carceri israeliane e dei terroristi tedeschi della Rote Armee Fraktion Andreas Baader e Ulrike Meinhof, detenuti in Germania. L'ordine avrebbe dovuto essere eseguito entro le 9:00 del mattino. In caso contrario, Issa (che aveva assunto il ruolo di negoziatore) minacciò che sarebbe stato ucciso un ostaggio per ogni ora di ritardo e che i cadaveri sarebbero stati gettati per strada. Alle 8:15 era in programma ai Giochi olimpici una gara di equitazione che si svolse regolarmente. Il Presidente del Comitato Olimpico Internazionale, Avery Brundage (il quale sarebbe rimasto in carica sino al termine dei Giochi), fu informato dell'accaduto ma decise che le Olimpiadi non si sarebbero dovute fermare. Tuttavia, per un giorno le gare furono sospese. Nel frattempo, il nuotatore ebreo-americano Mark Spitz, vincitore di sette medaglie d'oro che aveva esaurito i suoi impegni olimpici, veniva prelevato dalla Polizia e rimpatriato negli Stati Uniti d'America, nel timore che potesse costituire un obiettivo per i terroristi.

## Le negoziazioni
I tedeschi assemblarono un'unità di crisi composta dal capo della Polizia di Monaco, Manfred Schreiber, dal Ministro Federale degli Interni, Hans-Dietrich Genscher e dal Ministro degli Interni della Baviera, Bruno Merk. Il Cancelliere Federale Willy Brandt contattò immediatamente il Primo ministro israeliano, Golda Meir, per rendere note le richieste dei terroristi e cercare una soluzione al caso. La posizione della Meir fu fermissima: nessuna concessione al ricatto dei terroristi. Tuttavia, il governo israeliano si offrì di inviare in Germania un'unità della Sayeret Matkal per tentare un blitz. I tedeschi declinarono l'offerta e cercarono di prendere tempo con i terroristi. Le scuse addotte furono le più svariate: non si riuscivano a raggiungere alcuni membri del governo di Israele, non si riuscivano a localizzare tutti i prigionieri, le linee telefoniche con Gerusalemme continuavano a cadere. I terroristi erano al corrente sin dall'inizio della politica che Israele avrebbe perseguito, ma ciononostante estesero l'ultimatum alle 12:00. Le trattative erano portate avanti da Issa che di tanto in tanto usciva dall'edificio per parlare con gli ufficiali di Polizia, con una bomba a mano ben in vista nel taschino.
Nel frattempo, il programma delle Olimpiadi andava avanti, nonostante si fosse ormai diffusa in tutto il mondo la notizia dell'azione del commando. In un primo momento, le uniche concessioni del Comitato Olimpico Internazionale riguardarono l'organizzazione di una cerimonia di commemorazione per i due atleti uccisi. Nel tardo pomeriggio, grazie anche alla pressione esercitata dalle manifestazioni che avvenivano in tutto il mondo, si decise di sospendere i Giochi. Il villaggio olimpico fu subito assediato da giornalisti, cameramen e curiosi. La TV seguiva in diretta gli avvenimenti con una telecamera fissa puntata sul numero 31 di Connollystrasse. L'unità di crisi, affiancata da Magdi Gohary (consigliere egiziano presso la Lega araba) e da Ahmed Touny (rappresentante egiziano del Comitato Olimpico Internazionale) si incaricò di portare avanti le trattative: dapprima Schreiber si dichiarò disponibile a offrire qualsiasi somma di denaro, successivamente Genscher, Merk, Walther Tröger (il capo del villaggio olimpico) e Hans-Jochen Vogel (Borgomastro di Monaco) si offrirono come ostaggi al posto degli israeliani.
Tutte le richieste furono respinte da Issa. Brundage suggerì allora di immettere gas narcotizzante attraverso i condotti di ventilazione, come era stato fatto dalla Polizia di Chicago negli anni venti. L'unità di crisi provò a mettersi in contatto con vari dipartimenti di Polizia statunitensi per aver maggiori informazioni, ma il piano fu abbandonato. Fu allora deciso di utilizzare agenti travestiti da cuochi che portassero cibo e acqua dentro l'appartamento. Ma i terroristi, forse immaginando una mossa simile, ordinarono che le vivande fossero lasciate di fronte all'ingresso e si incaricarono loro stessi, a turno, di portarle all'interno.
L'ultimatum fu spostato alle 15:00 e successivamente alle 17:00. I terroristi sapevano bene che in tal modo l'audience televisiva sarebbe aumentata, fornendo loro un formidabile strumento di propaganda. Verso le ore 16:00 fu deciso di dare il via a un nuovo tentativo di soccorso: un nucleo di tredici agenti di Polizia si sarebbe introdotto nell'appartamento utilizzando i condotti di ventilazione posti sul tetto dell'edificio. L'intera operazione fu ripresa in diretta dalle telecamere, ma anche i terroristi all'interno dell'appartamento stavano guardando la TV e minacciarono di uccidere gli ostaggi immediatamente. L'intera operazione fu quindi annullata. Nel frattempo il villaggio olimpico era ormai pieno di curiosi che cercavano di avvicinarsi il più possibile alla palazzina israeliana. Alcune persone manifestavano portando cartelli che chiedevano la sospensione delle Olimpiadi.
Poco prima delle 17:00 i terroristi avanzarono una nuova richiesta: volevano essere trasferiti assieme agli ostaggi al Cairo e da lì proseguire le trattative. Le Autorità tedesche chiesero di potersi prima sincerare delle condizioni degli ostaggi e del loro assenso a proseguire per il Cairo. Kehat Shorr e André Spitzer si affacciarono alla finestra del secondo piano mentre un terrorista li teneva sotto tiro. Spitzer, che conosceva il tedesco, riuscì a parlare per circa un paio di minuti prima di essere colpito alla testa col calcio di un fucile e riportato dentro. Genscher e Tröger furono poi accompagnati da due terroristi in una stanza del secondo piano. In quell'occasione videro il cadavere di Yossef Romano, notarono che David Berger era stato ferito da un proiettile alla spalla e che molti di loro, tra cui Yossef Gutfreund, erano stati malmenati. Nel frattempo, il cancelliere Brandt provò a contattare il presidente egiziano Sadat per ottenere il permesso di trasferire al Cairo il gruppo. I tentativi si rivelarono inutili, sinché verso le 20:20 Brandt riuscì a parlare col Primo ministro egiziano Aziz Sidky che negò l'assenso del suo governo all'operazione. Il motivo del rifiuto del Governo egiziano, a detta dello stesso Sidky, è da ricercarsi nel fatto che il cancelliere Brandt avesse richiesto la totale garanzia dell'incolumità degli ostaggi israeliani. Non potendo l'Egitto garantire tale condizione, Brandt negò il permesso necessario per il trasferimento al Cairo.
Intanto, Issa pose un estremo ultimatum per le ore 21:00, rinnovando la minaccia dell'uccisione di un ostaggio per ciascuna ora di ritardo.

## Il trasferimento
Si decise allora di esperire gli ultimi tentativi per salvare gli ostaggi: i terroristi e gli ostaggi avrebbero raggiunto un piazzale del villaggio olimpico e da lì sarebbero saliti su due elicotteri diretti all'aeroporto. Lì avrebbero trovato un Boeing 727 della Lufthansa che li avrebbe portati a Il Cairo. I terroristi avrebbero voluto dirigersi all'aeroporto di Monaco-Riem, ma i negoziatori riuscirono a convincerli del fatto che la base aerea di Fürstenfeldbruck avrebbe rappresentato una scelta migliore. Le intenzioni dell'unità di crisi consistevano nel tentare di uccidere i terroristi mentre percorrevano a piedi il tragitto verso gli elicotteri, oppure di compiere un'azione all'interno dell'aeroporto.
La prima ipotesi fu abbandonata quando Issa, sospettando un agguato, richiese che il trasferimento verso il piazzale avvenisse con un minibus. In precedenza, lo stesso Issa aveva effettuato a sorpresa un'ispezione del parcheggio sotterraneo e i poliziotti tedeschi, appostati dietro i piloni del parcheggio avevano dovuto ritirarsi con estrema cautela. Alle 22:10 il gruppo lasciò l'edificio e subito dopo salì su due elicotteri Bell UH-1 Iroquois. Nel primo presero posto Shapira, Spitzer, Slavin, Shorr e Gutfreund, insieme a Issa e ad altri tre terroristi. Nel secondo entrarono Berger, Friedman, Halfin e Springer, accompagnati da altri quattro terroristi. In questo frangente le autorità tedesche si accorsero che il commando era formato da otto persone e non cinque, come avevano creduto sino a quel momento. In seguito, emerse che un gruppo di postini tedeschi aveva visto il commando scavalcare la recinzione la notte precedente e che si erano recati presso la Polizia per fornire la propria versione dei fatti. Secondo le deposizioni, il commando era composto da un numero variabile da otto a dodici terroristi, ma la loro testimonianza, inspiegabilmente, non fu ritenuta attendibile. Schreiber delegò il suo vice, Georg Wolf, all'organizzazione delle operazioni a Fürstenfeldbruck.
Il piano di Wolf prevedeva che gli elicotteri atterrassero vicino al Boeing 727. All'interno dell'aereo era stata posizionata una squadra della Polizia tedesca travestita con uniformi di volo della Lufthansa. Intorno alla pista e sulla torre di controllo erano posizionati cinque agenti con fucili di precisione che avrebbero dovuto uccidere i terroristi. Come rinforzi, il piano prevedeva l'utilizzo di un'ulteriore squadra che sarebbe giunta sul posto a bordo di un altro elicottero e altre squadre a bordo di veicoli blindati Sonderwagen. Secondo il racconto di Samir, l'atmosfera a bordo degli elicotteri era più rilassata. Ostaggi e terroristi chiacchieravano insieme, confidando in una soluzione positiva.

## Lo scontro a fuoco
Il volo dal villaggio olimpico all'aeroporto di Fürstenfeldbruck durò all'incirca una ventina di minuti. All'interno della torre di controllo dell'aeroporto si trovavano il comandante del Mossad, Zvi Zamir e un suo assistente, Victor Cohen, in qualità di osservatori. Pochi minuti prima che gli elicotteri con gli ostaggi atterrassero, la squadra di Polizia posizionata all'interno dell'aereo valutò la possibilità di annullare l'azione. Alcuni agenti fecero notare che uno scontro a fuoco all'interno di un aereo pieno di carburante e privo di vie d'uscita avrebbe rappresentato la morte sicura. Inoltre, le false uniformi della Lufthansa erano incomplete e male assemblate. Il comandante della squadra decise di sottoporre a votazione la permanenza all'interno del velivolo e tutti i membri della squadra votarono per l'annullamento della missione. Gli agenti uscirono dall'aereo mentre gli elicotteri con gli ostaggi volteggiavano attorno all'aeroporto per dar modo a un terzo elicottero che trasportava Genscher, Merk e Schreiber di precederli. Non appena Schreiber incontrò Wolf, si verificò tra i due il seguente scambio di battute:
A questo punto, le speranze erano poste tutte nei cinque agenti di Polizia posizionati ai bordi della pista. Essi erano equipaggiati con fucili Heckler & Koch G3, ma nessuno di loro disponeva di attrezzature essenziali come elmetti, giubbotti antiproiettile, visori notturni e ricetrasmittenti. Inoltre, uno degli agenti era posizionato nella linea di tiro degli altri, nessuno sapeva dove fossero posizionati i colleghi e nessuno di loro aveva ricevuto un addestramento specifico come tiratore di precisione. A quell'epoca la Germania non disponeva infatti di squadre speciali antiterrorismo e l'unico motivo per cui gli agenti erano stati selezionati consisteva nel fatto che si dilettassero nella disciplina del tiro a segno.
Verso le 22:35 gli elicotteri con gli ostaggi atterrarono all'aeroporto. Immediatamente scesero i quattro piloti e sei terroristi. Issa e Tony, già insospettiti dal ritardo nel trasferimento, si recarono immediatamente a ispezionare l'aereo mentre i quattro piloti venivano tenuti sotto tiro, con le mani sulla testa. Non appena si accorsero che l'aereo era vuoto, compresero che si trattava di una trappola e tornarono di corsa agli elicotteri. Fu a quel punto che Wolf dette ordine di aprire il fuoco. Erano all'incirca le 23:00. Le luci che erano state posizionate per illuminare a giorno l'area si accesero e gli agenti cominciarono a sparare.

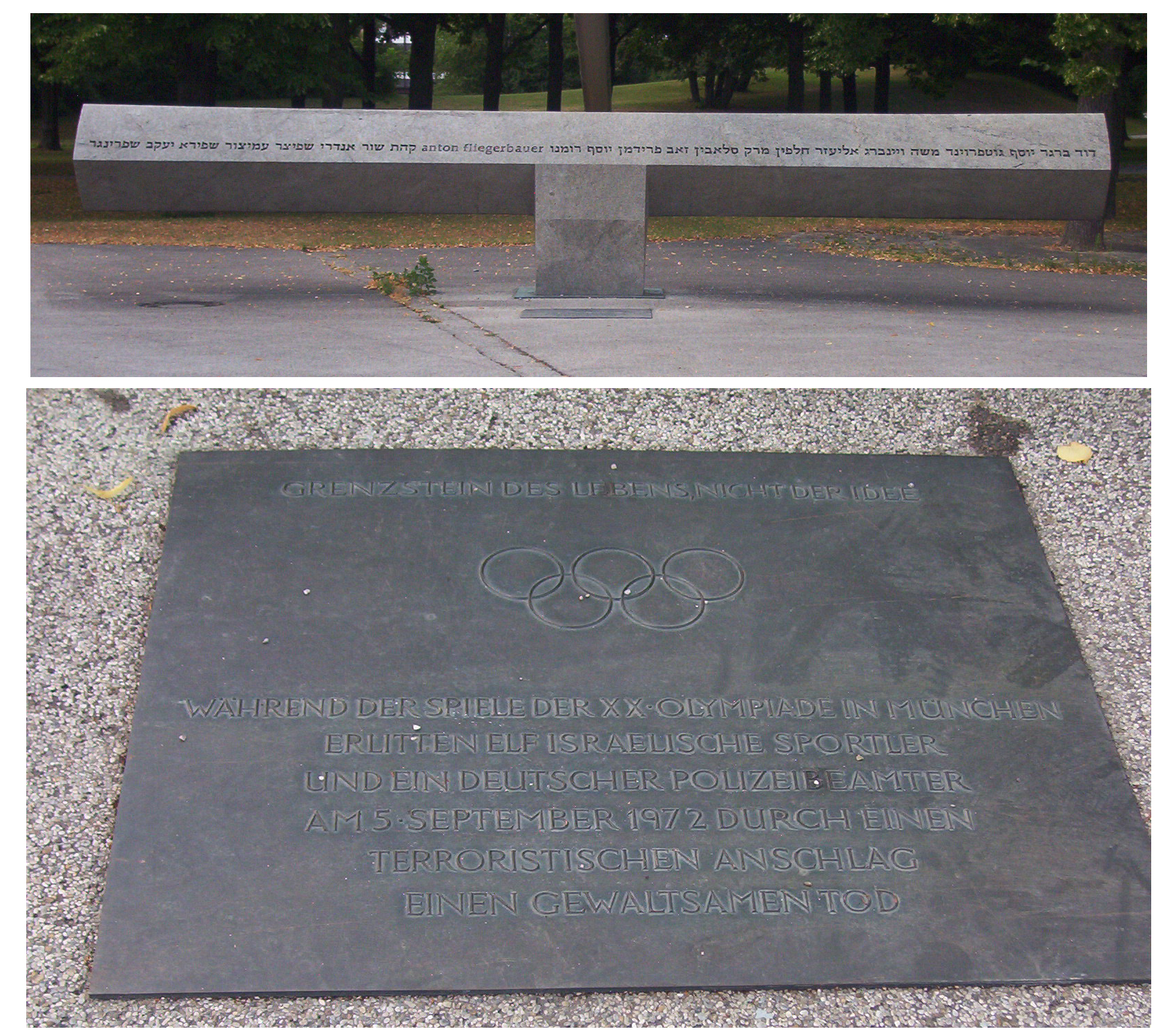
Memoriale delle vittime sul sito dell'attacco, all'Olympiapark di Monaco di Baviera

Il poliziotto che era posizionato accanto a Wolf mancò il primo colpo, ma riuscì a ferire Tony alla gamba al secondo tentativo. I piloti degli elicotteri si dettero alla fuga mentre Issa correva a zig zag verso gli ostaggi schivando i colpi. Immediatamente furono colpiti a morte Paolo e Abu Halla. I terroristi superstiti presero di mira i fari, posizionandosi dietro e sotto gli elicotteri. In questa circostanza, un colpo mortale raggiunse l'agente Anton Fliegerbauer. Seguì un fitto scambio di colpi per circa un'ora. Gli ostaggi, che nel frattempo erano rimasti legati all'interno degli elicotteri, provarono a liberarsi mordendo le corde. L'elicottero che trasportava la squadra dei rinforzi atterrò, per cause ignote, sull'altro lato della pista, a più di un chilometro di distanza dal luogo della sparatoria e gli agenti non entrarono mai in azione. Nel frattempo, tutta l'area adiacente all'aeroporto e le vie d'accesso erano state occupate da giornalisti e curiosi. Questa circostanza aveva fatto sì che i veicoli corazzati Sonderwagen che dovevano servire da rinforzo rimanessero coinvolti nel traffico. Inoltre, uno dei veicoli si diresse erroneamente verso l'aeroporto di Monaco-Riem, dall'altra parte della città. Quando il conducente apprese che il teatro dell'azione era a Fürstenfeldbruck, frenò bruscamente, causando un massiccio tamponamento a catena.
Zamir e Cohen, in un ultimo disperato tentativo, presero un megafono e provarono a intimare ai terroristi di arrendersi. I terroristi risposero sparando contro di loro una raffica di mitra. Ormai era troppo tardi per negoziare. I veicoli corazzati giunsero all'aeroporto poco prima della mezzanotte del 6 settembre e si decise di farli subito entrare in azione. Vistisi perduti, i terroristi decisero di uccidere gli ostaggi. Alle 00:04 uno dei terroristi, probabilmente Issa, sparò un intero caricatore all'interno di un elicottero uccidendo Ze'ev Friedman, Eliezer Halfin, Yakov Springer e ferendo a una gamba David Berger. Subito dopo, lo stesso terrorista lanciò una bomba a mano nel velivolo che fu avvolto dalle fiamme. Issa si allontanò dall'elicottero assieme a Salah, sparando in direzione degli agenti, ed entrambi furono uccisi. Il poliziotto che si trovava nella linea di tiro dei colleghi riuscì a sparare in tutta l'azione un solo colpo con il quale uccise Salah. Ma i suoi colleghi, avendolo scambiato per un terrorista, spararono contro di lui ferendolo. Anche un pilota, Ganner Ebel, rimase ferito dai colpi sparati dagli agenti.
La dinamica relativa agli ostaggi dell'altro elicottero non è accertata, ma sembra che il terrorista conosciuto come Denawi, subito dopo l'esplosione, abbia sparato all'interno del velivolo uccidendo Yossef Gutfreund, Amitzur Shapira, Kehat Shorr, Mark Slavin e André Spitzer. Rimanevano quattro terroristi: Samir e Badran si finsero morti e furono catturati dalla Polizia. Samir era ferito al polso destro, mentre Badran era stato raggiunto alla gamba. Denawi fu catturato completamente illeso. Tony fu localizzato da una pattuglia con l'ausilio di cani poliziotto mentre si nascondeva nei pressi di un vagone ferroviario situato lì vicino. La Polizia provò a farlo uscire utilizzando gas lacrimogeni, ma fu ucciso dopo un breve conflitto a fuoco. Alle ore 1:30 del 6 settembre 1972 era tutto finito.

## Le conseguenze
Mentre ancora la sparatoria era in corso, fu diffuso un comunicato che annunciava la liberazione di tutti gli ostaggi e l'uccisione dei terroristi. Per motivi di fuso orario, i giornali israeliani andarono in stampa con questa notizia. Successivamente un incaricato del Comitato Olimpico Internazionale annunciò che: "Le notizie iniziali erano sin troppo ottimistiche". La notizia ufficiale fu così diramata alle 3:45 CET dal giornalista della ABC Jim McKay, dopo una lunga diretta:
Dopo la giornata di stop, le Olimpiadi non si fermarono e fu organizzata solo una cerimonia di commemorazione nello stadio olimpico alla presenza di 80 000 persone e 3 000 atleti. Durante la cerimonia, Carmel Eliash, cugina di Moshe Weinberg, morì a seguito di un attacco cardiaco. Il Comitato Olimpico Internazionale propose di mettere le bandiere delle Nazioni partecipanti a mezz'asta. La disposizione fu osservata da tutti i Paesi, inclusa la Giordania (assente ai giochi), con l'eccezione dei rimanenti Stati arabi e dell'Unione Sovietica. L'autopsia effettuata sui cadaveri degli atleti si rivelò impossibile nel caso di Eliezer Halfin e Yakov Springer poiché i cadaveri erano carbonizzati. L'esplosione aveva spinto il corpo di Ze'ev Friedman fuori dall'elicottero, lasciandolo pressoché intatto. David Berger morì per asfissia. Ciascuno degli occupanti dell'altro velivolo era stato raggiunto da un minimo di quattro proiettili. Il sospetto che qualcuno di loro fosse stato colpito dalla Polizia tedesca non fu mai confermato. La delegazione israeliana lasciò Monaco portando i corpi dei loro connazionali in bare avvolte dalla bandiera. David Berger fu sepolto negli Stati Uniti; cinque vittime furono sepolte nel cimitero di Kiryat Shaul a Tel Aviv.

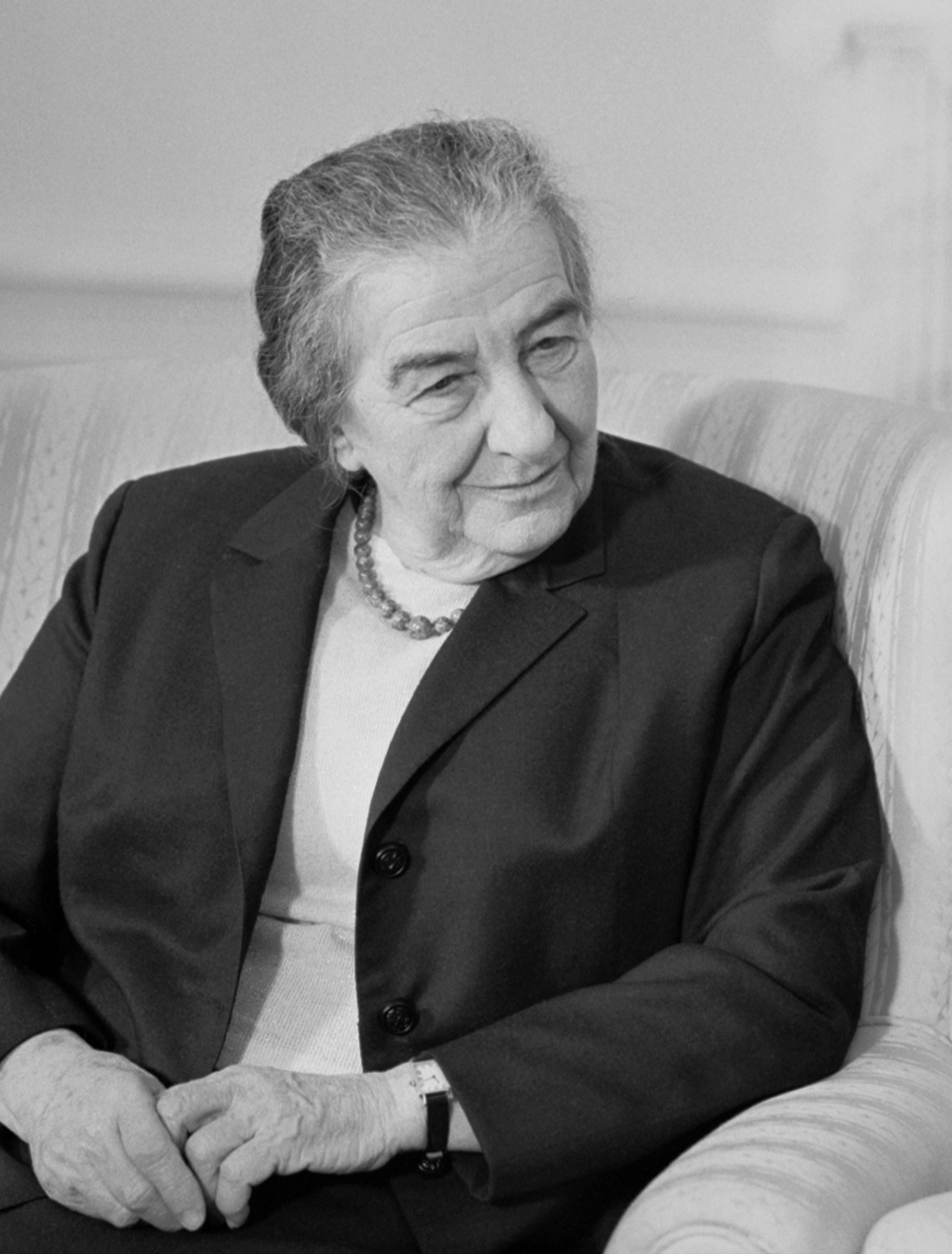
Golda Meir

L'8 settembre l'aviazione israeliana effettuò una serie di raid aerei su basi dell'OLP in Libano e Siria. I corpi dei terroristi uccisi furono trasportati in Libia dove ricevettero gli onori militari. I tre terroristi superstiti furono curati ed incarcerati in Germania. Tuttavia il 29 ottobre, un altro commando dirottò verso Zagabria un volo della Lufthansa partito da Damasco e diretto a Francoforte, domandando il rilascio dei responsabili della strage. Il governo tedesco acconsentì allo scambio e i tre terroristi furono accompagnati in Libia dove furono accolti con grandi onori ed indissero una conferenza stampa trasmessa dalle televisioni di tutto il mondo. Successivamente si diffuse il sospetto che il dirottamento fosse stato organizzato, o comunque non contrastato, dallo stesso Governo tedesco allo scopo di liberarsi dei tre superstiti e probabilmente per tenere la Germania al riparo da eventuali ritorsioni terroristiche.
In seguito a questi avvenimenti, la Germania intraprese la costituzione di un nucleo di Forze Speciali delle Guardie di Frontiera per interventi antiterrorismo, sotto la guida del colonnello Ulrich Wegener (già protagonista ai fatti di Monaco). Tale gruppo prese il nome di Grenzschutzgruppe 9, o GSG 9. Le autorità tedesche imposero il divieto per tutti i membri delle Forze di Polizia che avessero partecipato a vario titolo agli eventi, di parlare con i giornalisti o redigere memoriali sotto pena del licenziamento e di perdita del trattamento pensionistico. L'unico agente che a distanza di anni abbia accettato di essere intervistato è Heinz Hohensinn, presente al tentativo di salvataggio effettuato al Villaggio Olimpico. La sua testimonianza, assieme a quella di Ulrich Wegener è riportata nel film Un giorno a settembre girato nel 1999 dal regista scozzese Kevin Macdonald.
Pochi mesi dopo, il Governo di Israele varò una serie di operazioni condotte da gruppi militari e paramilitari, volte all'eliminazione fisica di alcuni alti esponenti palestinesi sospettati di essere coinvolti a vario titolo nel massacro di Monaco (operazione "Ira di Dio", sfociata anche nel cosiddetto "affare Lillehammer", e operazione "Sorgente di Gioventù"). Abu Iyad fu ucciso a Tunisi nel 1991 da un commando facente parte del gruppo di Abu Nidal.
Abu Dawud (Mohammed Daoud Oudeh) riuscì a sfuggire nel 1981 ad un attentato a Varsavia nel quale rimase ferito da sei colpi di pistola sparati a breve distanza. Nel 1993, a seguito degli accordi di pace di Oslo, ricevette un salvacondotto dalle Autorità israeliane per partecipare all'assemblea dell'OLP. Nel 2002 scrisse un'autobiografia, Memoirs of a Palestinian Terrorist (New York 2002), nella quale racconta i dettagli del suo coinvolgimento nei fatti di Monaco. Abu Dawud è morto a Damasco il 3 luglio 2010.
Denawi è probabilmente morto. Alcune fonti sostengono che sia stato ucciso da agenti del Mossad, altre invece ritengono sia stato colpito da un attacco cardiaco. Sulla sorte di Badran regna l'incertezza. C'è chi ritiene che anche lui sia stato ucciso da agenti del Mossad. Tuttavia, nel 2005 un alto esponente dell'OLP, Tawfik Tirawi rivelò a un giornalista l'esistenza in vita del terrorista. Samir comparve a volto oscurato nel film documentario Un giorno a settembre. Si ritiene che viva in qualche Nazione del Nord Africa e che sia sfuggito a diversi attentati, probabilmente pianificati dal Mossad.
Dopo 43 anni, il 2 dicembre 2015, emerge un nuovo, macabro retroscena sulla strage di Monaco di Baviera. Nel settembre 1992, l'avvocato delle vedove degli atleti ricevette le immagini di quanto era successo vent'anni prima, ed Ilana Romano e Ankie Spitzer insistettero per vederle. Le donne acconsentirono anche a non parlare mai pubblicamente di quelle immagini, che fino a quel momento non pensavano nemmeno esistessero. Almeno uno di loro, Yossef Romano, fu castrato e violentato dai sequestratori e lasciato morire sotto gli occhi dei suoi compagni.

## La pista neonazista
In un articolo pubblicato nel 2012 sul periodico tedesco Der Spiegel, si afferma che nell'irruzione avvenuta il 27 ottobre 1972 in un'abitazione di proprietà di un ex membro delle SS di nome Charles Jochheim, furono arrestati due uomini armati di nome Willi Pohl e Wolfgang Abramowski. Oltre alle armi, fu rinvenuta una lettera, apparentemente scritta e firmata da Settembre Nero, che conteneva minacce al giudice che si occupava delle investigazioni relative al massacro degli atleti israeliani. Nella lettera si chiedeva perentoriamente al giudice di non consentire ulteriormente agli agenti dei Servizi di Sicurezza israeliani la partecipazione agli interrogatori dei terroristi superstiti. L'esame delle armi rinvenute evidenziò una compatibilità delle medesime con quelle utilizzate durante il sequestro e la strage. In particolare, le bombe a mano erano del medesimo tipo utilizzato a Fürstenfeldbruck: Erano di fabbricazione belga e contenevano esplosivo svedese che era prodotto per l'esportazione verso l'Arabia Saudita. Inoltre, un telex inviato due mesi prima delle Olimpiadi dalla Polizia di Dortmund agli uffici del Bundesamt für Verfassungsschutz avvertiva di una presunta attività criminale riconducibile al terrorismo palestinese e menzionava i rapporti personali intercorrenti tra Pohl e Abu Daoud che in quel periodo soggiornava al Römischer Kaiser Hotel di Dortmund utilizzando il nome di Saad Walli.
Pohl aveva precedenti penali per furto e rapina e aveva incontrato Abu Daoud attraverso un amico comune con forti simpatie neonaziste che aveva combattuto con Settembre Nero in Giordania e malgrado Abu Daoud manifestasse indifferenza per le idee politiche di Pohl, era deciso a servirsene per svolgere commissioni di vario genere, tra cui il noleggio di automobili per spostarsi in Germania Ovest. In questo periodo, Abu Daoud incontrò diverse persone tra cui, in un'occasione a Colonia, un gruppo di arabi che indossavano abiti occidentali eleganti e che, secondo Pohl, erano funzionari dell'Ambasciata libica a Bonn.
Abramowski era un abile falsario di documenti che aveva conosciuto Pohl in prigione. I due giunsero insieme a Beirut via Roma alla fine di luglio 1972. Durante il soggiorno, Abramowski si occupò di falsificare passaporti di Kuwait e Libano, cambiò nomi e foto su altri documenti e sebbene nessuno avesse menzionato esplicitamente il piano di Monaco, fu chiesto ai due tedeschi durante una conversazione avvenuta il 24 agosto quale sarebbe stata la possibile reazione dell'opinione pubblica germanica a un piano che prevedeva la cattura senza spargimento di sangue di 20 ostaggi israeliani per sollecitare la liberazione di 200 palestinesi detenuti nelle carceri israeliane. Pohl suggerì di indire una conferenza stampa a Vienna, alla quale egli stesso si sarebbe presentato insieme a un responsabile dell'OLP.
Mentre Pohl si trovava a Vienna, in concomitanza con le Olimpiadi, giunse la notizia del sequestro e dell'uccisione degli atleti israeliani e la circostanza lo indusse a ritornare in Medio Oriente dove incontro Abu Iyad che era deciso a vendicarsi contro la Germania Ovest, le cui autorità erano state, a suo dire, le principali responsabili del massacro. Abu Iyad era inoltre convinto che i tedeschi avessero svolto le trattative e le operazioni sotto la direzione di Israele. Questa intromissione nelle questioni tra OLP e Israele rendeva de facto la Germania Ovest uno Stato nemico da punire e per questo motivo, Abu Iyad chiese a Pohl di delineare un piano che prevedesse una serie di azioni da intraprendere in territorio tedesco.
Il piano di Pohl (chiamato "Operazione Moschea") consisteva in una serie di interventi in tutto il territorio per prendere come ostaggi un certo numero di politici locali. Inoltre, nella notte di Natale un commando di terroristi avrebbe dovuto occupare la cattedrale di Colonia durante la messa e le trattative avrebbero dovuto essere finalizzate all'accoglimento di richieste dell'OLP da parte della Germania Ovest e altre Nazioni. Verso la metà di ottobre, Pohl e Abramowski ricevettero le armi a Madrid e tornarono a Monaco in treno via Parigi, ma prima che l'operazione potesse avere inizio, furono arrestati.
La sentenza di condanna emessa nel 1974 fu estremamente lieve e riguardò il possesso di armi da guerra. Fu esclusa la condanna per terrorismo, nonostante fossero stati trovati documenti che riguardavano un piano di sequestro di ostaggi a Essen, Bochum e Colonia. Pochi giorni dopo la decisione dei giudici, Pohl fuggì nuovamente in Medio Oriente.
Attualmente Pohl risiede in Germania ed è un autore di successo di romanzi di fiction poliziesca e criminale che scrive sotto pseudonimo. Ha dichiarato di aver cessato di avere legami o simpatie per il terrorismo da diversi decenni.

## Il massacro nella cultura di massa
Il primo film che descrisse gli eventi di Monaco fu girato per la televisione nel 1976 con il titolo 21 Hours at Munich (21 ore a Monaco). Il cast comprendeva William Holden nel ruolo di Manfred Schreiber, Franco Nero nel ruolo di Issa, Richard Basehart nel ruolo di Willy Brandt e Anthony Quayle nel ruolo di Zvi Zamir. Il film è stato candidato, tra l'altro, a due Emmy Award.
Nel 1986, sempre per la televisione, fu girato Sword of Gideon (Spada di Gedeone). Il film è incentrato sulla rappresaglia condotta da Israele in risposta al massacro di Monaco e contiene alcune brevi scene sull'accaduto.
Nel 1999 fu girato un film documentario intitolato Un giorno a settembre, incentrato sui fatti di Monaco. Il documentario è basato sul libro di Simon Reeve e realizzato con le riprese televisive dell'epoca, e segue una rigorosa ricostruzione dei fatti attraverso interviste ai protagonisti, ai familiari delle vittime e al terrorista conosciuto come Samir. Nella versione originale, la voce del commento è affidata a Michael Douglas: il film vinse il premio Oscar come miglior documentario.
Nel 2005 Steven Spielberg ha preso lo spunto dalla tragedia per il suo film Munich, ispirato agli eventi che seguirono il massacro degli atleti israeliani e al piano di vendetta attuato dal governo israeliano. I fatti raccontati nel film di Steven Spielberg vengono narrati in Vendetta di George Jonas, al cui libro si è ispirato Spielberg. Nel libro si parla in modo molto approfondito della situazione politica del 1972 e si descrive l'intera missione degli agenti israeliani assoldati dal Mossad per il compimento della missione di eliminazione di undici terroristi palestinesi che si pensava fossero implicati nella strage di Monaco.
Il tema viene trattato anche nel film Beirut (2018), seppur in modo marginale.
L'evento viene ricordato anche nel film per la TV del 2015 Pietro Mennea - La freccia del Sud: a Monaco il barlettano aveva vinto il bronzo nei 200 metri il giorno prima. A luglio 2020 è edito postumo il libro Monaco 1972. Una tragedia che poteva essere evitata, scritto da Mennea.
September 5 - La diretta che cambiò la storia, film del 2024 diretto da Tim Fehlbaum, ripercorre l'evento dal punto di vista di una troupe di giornalisti sportivi dell'ABC.